# Comuna Nordmaling
Nordmaling (Nordmalings kommun) este o comună din comitatul Västerbottens län, Suedia, cu o populație de 7.006 locuitori (2013).

## Geografie

### Zone urbane
Lista celor mai mari zone urbane din comună (anul 2015) conform Biroului Central de Statistică al Suediei:
| Nr | Zona urbană | Pop.  |
| -- | ----------- | ----- |
| 1  | Nordmaling  | 2.671 |
| 2  | Rundvik     | 810   |
| 3  | Lögdeå      | 516   |

## Demografie
| \| Evoluția demografică în comuna Nordmaling, 1970–2015 \| Evoluția demografică în comuna Nordmaling, 1970–2015 \| Evoluția demografică în comuna Nordmaling, 1970–2015 \| Evoluția demografică în comuna Nordmaling, 1970–2015 \| Evoluția demografică în comuna Nordmaling, 1970–2015 \| \| ----------------------------------------------------------------------------------------------------- \| ---------------------------------------------------- \| ---------------------------------------------------- \| ---------------------------------------------------- \| ---------------------------------------------------- \| \| An \| \| \| Locuitori \| \| \| 1970 \| 1970 \| \| 8159 \| 8159 \| \| 1975 \| 1975 \| \| 7736 \| 7736 \| \| 1980 \| 1980 \| \| 8124 \| 8124 \| \| 1985 \| 1985 \| \| 7900 \| 7900 \| \| 1990 \| 1990 \| \| 8192 \| 8192 \| \| 1995 \| 1995 \| \| 8104 \| 8104 \| \| 2000 \| 2000 \| \| 7663 \| 7663 \| \| 2005 \| 2005 \| \| 7470 \| 7470 \| \| 2010 \| 2010 \| \| 7098 \| 7098 \| \| 2015 \| 2015 \| \| 7060 \| 7060 \| \| Sursa: SCB - Statistika Centralbyrån, Folkmängd efter region, civilstånd, ålder och kön. År 1968–2016 \| \| \| \| \| |      |  |           |      |
| Evoluția demografică în comuna Nordmaling, 1970–2015 |      |  |           |      |
| An |      |  | Locuitori |      |
| 1970 | 1970 |  | 8159      | 8159 |
| 1975 | 1975 |  | 7736      | 7736 |
| 1980 | 1980 |  | 8124      | 8124 |
| 1985 | 1985 |  | 7900      | 7900 |
| 1990 | 1990 |  | 8192      | 8192 |
| 1995 | 1995 |  | 8104      | 8104 |
| 2000 | 2000 |  | 7663      | 7663 |
| 2005 | 2005 |  | 7470      | 7470 |
| 2010 | 2010 |  | 7098      | 7098 |
| 2015 | 2015 |  | 7060      | 7060 |
| Sursa: SCB - Statistika Centralbyrån, Folkmängd efter region, civilstånd, ålder och kön. År 1968–2016 |      |  |           |      |